# Aleksandr Szaryczenkow
Aleksandr Michajłowicz Szaryczenkow, ros. Александр Михайлович Шарыченков (ur. 3 października 1991 w Niżnym Nowogrodzie) – rosyjski hokeista.

## Kariera
- Dinamo 2 Moskwa (2007–2008)
- MHK Dinamo Moskwa (2009–2010)
- Szeriff Twer (2010–2011)
- Dinamo Bałaszycha (2010–2012)
- HK MWD Junior (2010–2012)
- Dinamo Moskwa (2012-2016)
- Jugra Chanty-Mansyjsk (2016-2017)
- Dinamo Moskwa (2017)
- Jugra Chanty-Mansyjsk (2017)
- Ak Bars Kazań (2017-2019)
- Nieftiechimik Niżniekamsk (2019-)
- CSKA Moskwa (2020-2021)
- Saławat Jułajew Ufa (2021-2022)
- CSKA Moskwa (2022-2024)
- Torpedo-Gorki (2024-)

Wychowanek klubu Torpedo Niżny Nowogród. Od 2012 zawodnik Dinama Moskwa. W maju 2013 przedłużył kontrakt o dwa lata. Od maja 2016 zawodnik Jugry. Od maja 2017 ponownie w Dinamie Moskwa. Od października 2017 znów zawodnik Jugry Chanty-Mansyjsk. Pod koniec 2017 przeszedł do Ak Barsu Kazań. Od maja 2019 zawodnik Nieftiechimika Niżniekamsk. Od maja 2020 zawodnik CSKA Moskwa. Od czerwca 2021 w Saławacie, a od maja 2022 ponownie w CSKA. Pod koniec października 2024 został zaangażowany przez klub z rodzinnego miasta, Torpedo Niżny Nowogród, po czym występował w barwach stowarzyszonej drużny Torpedo-Gorki w rozgrywkach WHL.

## Sukcesy
Klubowe
- Złoty medal mistrzostw Rosji: 2013 z Dinamem Moskwa, 2018 z Ak Barsem Kazań, 2023 z CSKA Moskwa
- Puchar Gagarina: 2013 z Dinamem Moskwa, 2018 z Ak Barsem Kazań, 2023 z CSKA Moskwa
- Złoty medal WHL: 2025 z Torpedo-Gorki
- Puchar Mistrza Rosji: 2025 z Torpedo-Gorki

Indywidualne
- KHL (2012/2013): 
  - Najlepszy pierwszoroczniak miesiąca – grudzień 2012[13]
- KHL (2021/2022):
  - Trzecie miejsce w klasyfikacji średniej goli straconych na mecz w fazie play-off: 2,08
  - Trzecie miejsce w klasyfikacji meczów bez straty gola w fazie play-off: 1